# Фінал кубка України з футболу 1997
Фіна́л Ку́бка Украї́ни з футбо́лу 1997 — 6-й фінал Кубка України з футболу. Пройшов 25 травня 1997 року у Києві на Республіканському стадіоні між донецьким «Шахтарем» і дніпропетровським «Дніпром».

## Шлях до фіналу
| Шахтар        | Шахтар         | Раунд      | Дніпро        | Дніпро         |
| ------------- | -------------- | ---------- | ------------- | -------------- |
| Суперник      | Результат      |            | Суперник      | Результат      |
| «Металург» М  | 1-3            | 1-й раунд  | «Львів»       | 2-3            |
| «Зірка-НІБАС» | 0-1            | 2-й раунд  | «Торпедо»     | 2-0            |
| «Ворскла»     | 0-0 (в гостях) | 1/4 фіналу | «Чорноморець» | 0-1 (в гостях) |
| «Ворскла»     | 2-1 (вдома)    | 1/4 фіналу | «Чорноморець» | 3-0 (вдома)    |
| «ЦСКА»        | 2-1 (вдома)    | Півфінал   | «Металург» З  | 3-0 (вдома)    |
| «ЦСКА»        | 0-3 (в гостях) | Півфінал   | «Металург» З  | 2-0 (в гостях) |

## Протокол матчу
| 25 травня 1997 р. +12 °C |

| «Шахтар» (Донецьк) | 1:0      | «Дніпро» (Дніпропетровськ) |
| ------------------ | -------- | -------------------------- |
| Ателькін 36'       | протокол |                            |

| Київ, Республіканський стадіон Глядачів: 26 000 Арбітр: Сергій Татулян (Київ) |

| «Шахтар» | «Дніпро» |

| Шахтар:           |   |                   |     |
|                   |   |                   |     |
| ВР                | ? | Дмитро Шутков     |     |
| ПЗ                | ? | Ігор Леонов       |     |
| НП                | ? | Михайло Поцхверія | 63' |
| ЗХ                | ? | Олександр Бабій   |     |
| ЗХ                | ? | Олександр Коваль  |     |
| ПЗ                | ? | Олег Матвєєв      | 65' |
| ЗХ                | ? | Геннадій Орбу     | 87' |
| ЗХ                | ? | Сергій Ковальов   | 57' |
| ПЗ                | ? | Геннадій Зубов    | 81' |
| ПЗ                | ? | Валерій Кривенцов |     |
| НП                | ? | Сергій Ателькін   |     |
| Заміни:           |   |                   |     |
| ЗХ                | ? | Олег Шелаєв       | 65' |
| ПЗ                | ? | Сергій Кочвар     | 57' |
| ПЗ                | ? | Олександр Співак  | 81' |
| Тренер:           |   |                   |     |
| Валерій Яремченко |   |                   |     |

| Дніпро:           |   |                       |     |
|                   |   |                       |     |
| ВР                | ? | Ілля Близнюк          |     |
| ЗХ                | ? | Олександр Поклонський |     |
| ПЗ                | ? | Костянтин Сосенко     |     |
| ПЗ                | ? | Геннадій Козар        |     |
| ПЗ                | ? | Іван Павлюх           |     |
| НП                | ? | Ігор Харковщенко      |     |
| ЗХ                | ? | Володимир Шаран       | 89' |
| ЗХ                | ? | Сергій Нагорняк       |     |
| ПЗ                | ? | Георгій Кіласонія     | 54' |
| НП                | ? | Геннадій Мороз        |     |
| ЗХ                | ? | Варлам Кіласонія      | 60' |
| Заміни:           |   |                       |     |
| ЗХ                | ? | Олександр Коваленко   | 89' |
| НП                | ? | Віктор Бєлкін         | 54' |
| НП                | ? | Володимир Лютий       | 60' |
| Тренер:           |   |                       |     |
| В'ячеслав Грозний |   |                       |     |

| Особи - Асиситенти арбітра: - Анатолій Олейнік (Сімферополь) - Віталій Звягінцев (Одеса) - Четвертий рефері: Василь Мельничук (Сімферополь) | Правила матчу - Гра триває 90 хвилин. - 30 хвилин додаткового часу за необхідності. - Післяматчеві пенальті, якщо рахунок не змінився. - Сім гравців у запасі. - Максимум 3 заміни. |

| Володар Кубка України 1996/97 |
| ----------------------------- |
| «Шахтар» (Донецьк) Вдруге     |